# Letiště LaGuardia

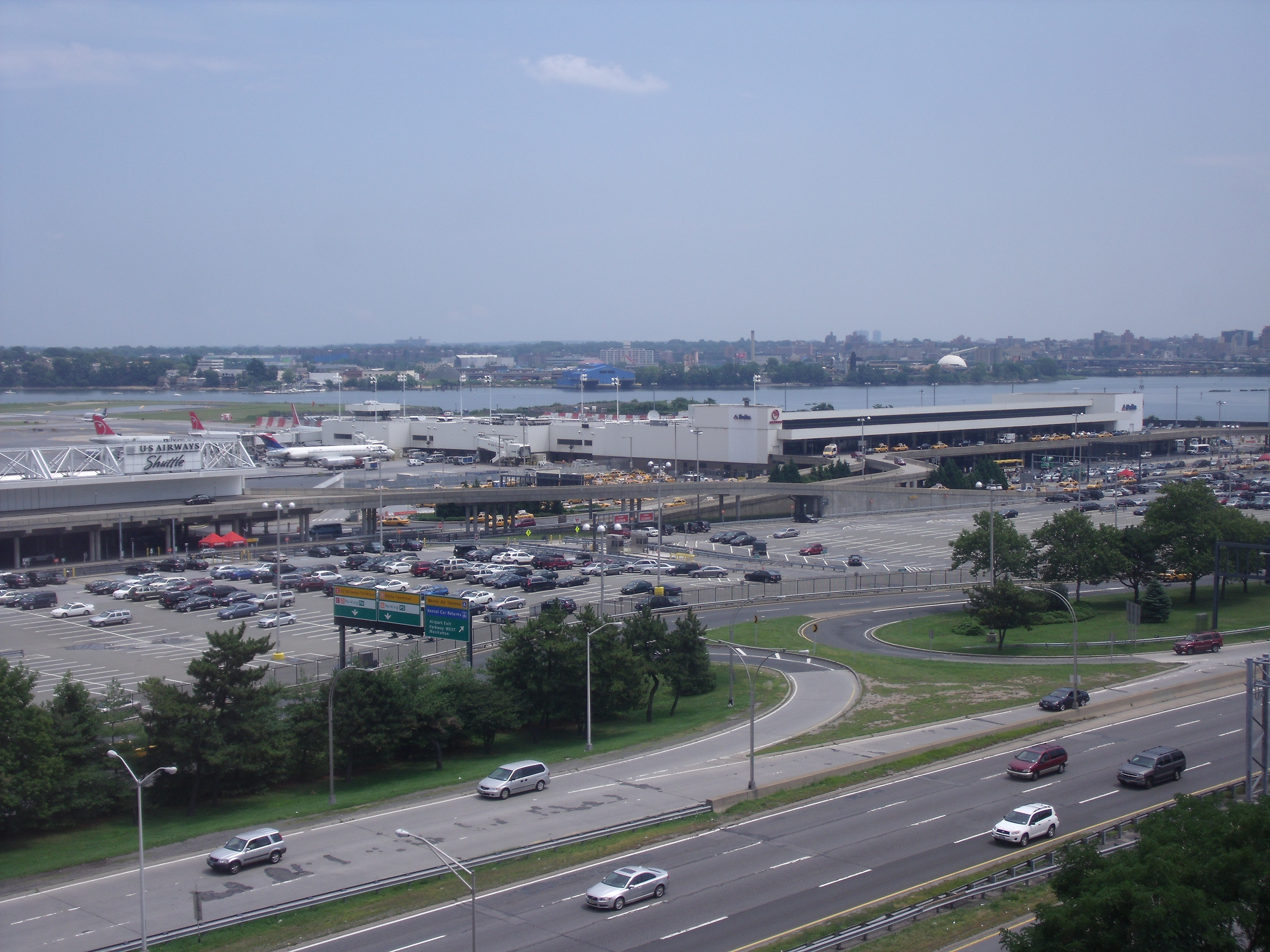
Terminál LaGuardia Delta

LaGuardia Airport je letiště ve čtvrti Queens na Long Islandu v  New Yorku. Letiště se původně jmenovalo Letiště Glenna H. Curtisse po průkopníkovi letectví Glennu Curtissovi, později bylo přejmenováno na North Beach Airport a pak pojmenováno po Fiorellovi La Guardiovi, bývalém starostovi New Yorku, který dal letiště postavit.
LaGuardia je nejmenší ze tří komerčních letišť sloužících newyorské aglomeraci, další dvě jsou Mezinárodní letiště Johna F. Kennedyho a Newark Liberty International Airport. LaGuardia je populární díky své centrální poloze a blízkosti Manhattanu. Dnes sem nejsou plánované žádné velkokapacitní lety, i když letecká společnost Delta Air Lines se tam občas otáčí s Boeingem 767-300 pro jeden ze svých mnoha letů do Atlanty.
Většina letů z LaGuardie směřuje do vnitrozemí USA a Kanady. LaGuardia je nejrušnější letiště ve Spojených státech, aniž by nonstop přijímalo lety z a do Evropy. Obvodové pravidlo zakazuje příchozí a odchozí lety, které přesahují 2400 km (zákaz neplatí pro sobotu a pro lety do Denveru), takže většinu mezinárodních a mezikontinentálních letů vyřizují v této oblasti další dvě letiště, Kennedyho a Newark.
V roce 2008 odbavilo 23,1 milionu cestujících, Kennedyho letiště odbavilo 47,8 milionu a Newark o něco více než 35,4 milionu, což je celkem přibližně 106 milionů cestujících používajících letiště v celé aglomeraci, která je tak největším vzdušným přístavem ve Spojených státech a druhým na světě (po Londýně).

## Historie

### Nehody a incidenty
- 1. února 1957, let Northeast airlines 823 havaroval při vzletu na Rikers Islandu. Ze 101 lidí na palubě jich 21 zemřelo
- 3. února 1957, let American airlines 320 havaroval do East River. Ze 73 lidí na palubě jich bylo 65 zabito.
- 29. prosince 1975, explodovala na letišti bomba. Zahynulo 11 lidí a bylo jich zraněno 74.
- 21. září 1989, let USAir 5050 při startu sjel z dráhy a havaroval do East River. Letadlo se rozlomilo na tři kusy a zemřeli tři lidé.
- 22. března 1992, let USAir 405 havaroval při startu do East River kvůli námraze na křídlech. Z 51 lidí na palubě jich bylo 27 zabito.
- 2. března 1994, let Continental Airlines 705 ukončil start ve sněhové bouři a sjel z runveje.
- 15. ledna 2009, Let US Airways 1549 se po startu střetl s hejnem ptáků a v důsledku toho oba motory ztratily výkon. Letoun nouzově přistál na řece Hudson, nikdo nezemřel.

### Letecké společnosti používající letiště LaGuardia
Nejvíce používá LaGuardiu American Airlines (24% z celkového počtu letů), Delta Air Lines (20%) a US Airways (18%). Ostatní letecké společnosti, které používají LaGuardia jsou například Air Tran, Continental, Frontier, Northwest, United Airlines a Spirit. V roce 2009 používalo letiště 26 aerolinií.